# Animus (Rapper)
Animus  (* 16. August 1987 in Heidelberg; bürgerlich Mousa Amouei, persisch موسی امویی) ist ein deutscher Rapper iranischer Abstammung.

## Biografie
Animus wuchs als Sohn einer iranischen Flüchtlingsfamilie in Heidelberg auf. Im Jahr 2000 begann er seine Texte zu rappen. Später nahm er an verschiedenen Wettbewerben teil. So gewann er den Curse/Adidas Struggle Remix Contest und er wurde zu DJ Kitsunes Unsigned Hype Artist. Nebenbei war Animus häufig als Featuregast auf Tonträgern anderer Rapper oder auf Samplern vertreten. Sein erstes Mixtape trug den Titel Der Kugel Schreiber erschien am 20. April 2007. Darauf waren unter anderem Amir und Tua vertreten. Der Tonträger wurde von der Juice zum Mixtape des Monats gekürt. Kurz nach Veröffentlichung der CD wurde Animus von Moses P.s Label 3p unter Vertrag genommen. Über dieses wurde dann Animus' zweites Mixtape Der Kugel Schreiber 2 veröffentlicht. Anschließend wurde die Zusammenarbeit zwischen Animus und 3p beendet. Als Überbrückung zur nächsten Veröffentlichung des Heidelbergers stand das Mixtape Ruhe vor dem Sturm zum kostenfreien Download bereit. Im August 2009 wurde der dritte Teil der Der Kugel Schreiber-Serie wiederum als Download zur Verfügung gestellt. Als Gast war neben weiteren auch Kollegah vertreten. 2010 machte der Heidelberger Rapper durch diverse Videoveröffentlichungen im Internet vermehrt auf sich aufmerksam. So erschien unter anderem der politisch orientierte Song Iran Azadi, welcher die Missstände und die demokratisch problematische Lage der Islamischen Republik Iran behandelt.
Am 10. Dezember 2010 erschien das Freedownloadmixtape Die Stimme der Stummen. Im Jahr 2012 wurde das Mixtape E.G.G.U.S. digital veröffentlicht. Zudem hatte Animus Gastbeiträge auf den Alben Hinter blauen Augen und Blaues Blut, welche von Fler veröffentlicht wurden. Am 13. September 2013 erschien der dritte Sampler des Labels Maskulin unter dem Titel Maskulin Mixtape Vol. 3, auf dem Animus an neun Songs, darunter fünf Solosongs, beteiligt war. Zum Sampler wurden mehrere Videos ausgekoppelt. So erschien am 11. August 2013 High Heels mit Fler und G-Hot und am 2. September Schwarzes Tanktop mit Silla. Das Mixtape belegte in den deutschen und österreichischen Albumcharts Platz 8.
Am 8. Januar 2014 verkündete Animus via Facebook, sich im Streit von Maskulin getrennt zu haben. Im April 2014 erschien sein Album "Beastmode" über das Independent-Label Made Music. Im Oktober 2014 wurde verkündet, dass Animus beim Independent-Label distri ein neues Album im Frühjahr 2015 veröffentlichen wird.
2015 erschien das Album Purpur, das in der Szene wenig Anklang fand. 2016 erschien Beastmode II. 2017 wurde Beastmode 3 angekündigt, welches Anfang Februar 2018 über Bozz Musik erschienen ist. 2019 kam das Gerücht auf, dass Animus mit Bushido zusammen am vierten Teil der Carlo Cokxxx Nutten-Reihe arbeite, welches sich durch die beiden gemeinsamen Singles Ronin und Lichter der Stadt bestätigte. Somit reiht sich Animus nach Fler und Baba Saad als dritter Kollaborationspartner Bushidos für ein Carlo Cokxxx Nutten-Album ein. Die Zusammenarbeit ist bemerkenswert, weil Animus Bushido zuvor gedisst hatte, vor allem zur Veröffentlichung des Albums Purpur. Ebenfalls Ende 2019 wurde Animus Teil von Bushidos Label ersguterjunge.
Am 29. Mai 2020 erschien Animus EP Khatarsis. Auf der EP sind insgesamt zehn Songs, davon auch ein gemeinsamer mit Bushido.
Am 12. Januar 2021 kündigte Animus im Rahmen des sechsten Teils des YouTube-Formats "Hast du Bars?" sein neues Album "Beastmode 4" an, welches am 23. April 2021 erschien.

## Diskografie
Studioalben

| Jahr | Titel                                   | Höchstplatzierung, Gesamtwochen, AuszeichnungChartplatzierungen (Jahr, Titel, Platzierungen, Wochen, Auszeichnungen, Anmerkungen) | Höchstplatzierung, Gesamtwochen, AuszeichnungChartplatzierungen (Jahr, Titel, Platzierungen, Wochen, Auszeichnungen, Anmerkungen) | Höchstplatzierung, Gesamtwochen, AuszeichnungChartplatzierungen (Jahr, Titel, Platzierungen, Wochen, Auszeichnungen, Anmerkungen) | Anmerkungen                                                        |
| Jahr | Titel                                   | DE | AT | CH | Anmerkungen                                                        |
| ---- | --------------------------------------- | --- | --- | --- | ------------------------------------------------------------------ |
| 2007 | Der Kugel Schreiber                     | — | — | — | Erstveröffentlichung: 20. April 2007                               |
| 2008 | Der Kugel Schreiber 2                   | — | — | — | Erstveröffentlichung: 19. Oktober 2008                             |
| 2009 | Der Kugel Schreiber 3                   | — | — | — | Erstveröffentlichung: 16. August 2009                              |
| 2013 | Maskulin präsentiert Maskulin Mixtape 3 | DE8 (1 Wo.)DE | AT8 (1 Wo.)AT | CH9 (2 Wo.)CH | Erstveröffentlichung: 20. September 2013 mit Fler, Silla und Jihad |
| 2014 | Beastmode                               | DE93 (1 Wo.)DE | — | — | Erstveröffentlichung: 4. April 2014                                |
| 2015 | Purpur                                  | DE54 (1 Wo.)DE | — | CH88 (1 Wo.)CH | Erstveröffentlichung: 6. Februar 2015                              |
| 2016 | Beastmode II                            | DE26 (1 Wo.)DE | AT52 (1 Wo.)AT | CH50 (1 Wo.)CH | Erstveröffentlichung: 29. April 2016                               |
| 2018 | Beastmode 3                             | DE11 (1 Wo.)DE | AT41 (1 Wo.)AT | CH27 (1 Wo.)CH | Erstveröffentlichung: 2. Februar 2018                              |
| 2019 | Carlo Cokxxx Nutten 4                   | DE1 (6 Wo.)DE | AT11 (4 Wo.)AT | CH1 (5 Wo.)CH | Erstveröffentlichung: 20. Dezember 2019 mit Bushido                |
| 2021 | Beastmode 4 – Kamikaze Samurai          | DE14 (1 Wo.)DE | — | — | Erstveröffentlichung: 23. April 2021                               |